# Mate Boban
Mate Boban (Sovići, (Grude), 12 februari 1940 – 7 juli 1997) was een Bosnisch-Kroatisch politicus en leider van de Bosnische Kroaten tijdens de Bosnische Oorlog. 
Hij werd geboren in zuidelijk Bosnië en Herzegovina. Boban was de eerste en enige president van de Kroatische Republiek Herceg-Bosna. Deze niet internationaal erkende ministaat bestond tussen 1991-1994. Hij was openlijk tegen Bosniakken en onderhield vriendschappelijke betrekkingen met de Serviërs, zelfs in de periode dat de Kroaten strijd leverden tegen het Joegoslavisch Volksleger (JNA).

## Vooroorlogs leven
Voor het aanbreken van de oorlog was hij manager van een uitgeverij in Imotski (Kroatië) en bureaucraat binnen een tabaksfabriek in Zagreb. Hoewel hij sinds de jaren vijftig lid was van de Joegoslavische Communistenbond, trad hij tot de nationalistische Kroatische Democratische Unie (HDZ) toe direct nadat deze in 1989 werd opgericht. Hij werd uiteindelijk ook verkozen voor het Bosnische parlement en was vicepresident van de Bosnische afdeling van de HDZ alvorens hij zich wist op te werken tot partijvoorzitter. Mede door de steun van Franjo Tuđman slaagde hij er in om de meer gematigde Stjepan Kljuić van de troon te stoten.

## Oprichting van Herceg-Bosna
Op 18 november 1991 proclameerde Boban de 'Kroatische Gemeenschap Herceg-Bosna', een afgescheiden "politiek, cultureel, economisch en territoriaal geheel", op Bosnisch grondgebied. Dit gebeurde binnen de context van een overeenkomst tussen de Kroatische president Franjo Tuđman en de Servische president Slobodan Milošević om Bosnië op te delen onder de beide landen. Boban had in mei 1992 een ontmoeting met de Bosnisch-Servische president Radovan Karadžić in Graz (Oostenrijk), waar ze een overeenkomst bereikten over wederzijdse samenwerking betreffende de opdeling van Bosnië en Herzegovina. De beide heren ontmoetten elkaar opnieuw in Montenegro op 2 september 1993 om te bespreken welke acties er dienden te ondernomen worden na het verwerpen van het Vance-Owen-vredesvoorstel door de Bosniakken. Boban beval ook het opruimen van Bosnische Kroaten die gekant waren tegen dit voorstel. De bekendste onder hen waren Stjepan Kljuić, Blaž Kraljević en Tomislav Dretar. Kraljević werd op 9 augustus 1992 naar een meeting gelokt en daar werd hij samen met 8 medewerkers vermoord. Dretar overleefde de moordpogingen maar doordat hij zich in Bihać bevond, dat tijdens de oorlog geïsoleerd was van de buitenwereld, kon hij maar moeilijk oppositie voeren tegen Boban. Stjepan Kljuić overleefde een poging tot vergiftiging en bleef zich gedurende de ganse oorlog verzetten tegen Boban.

## Bosnische Oorlog
De overeenkomst tussen Serven en Kroaten hield in dat de Serven de Kroaten zouden helpen om de Bosniakken te verslaan en vervolgens een deel van Bosnië zouden aanhechten bij Kroatië. Aanvankelijk streden de Kroaten en de Bosniakken zij aan zij, maar tussen juni 1992 en begin 1993 liepen de spanningen hoog op. Na verschillende Kroatische provocaties en vijandige acties, kwam het in april 1993 tot een openlijke confrontatie tussen de beide betrokken partijen. De 'Kroatische Defensieraad' (HVO) viel Bosniakken aan in centraal en zuidelijk Bosnië, waarbij ook wreedheden op grote schaal werden begaan tegen burgers.
Bij aanvang van 1994 lagen de kaarten anders en de Kroaten dienden na verloop van tijd zelfs opnieuw terrein prijs te geven. Hoewel de HVO beter bewapend was, kon het Bosnische leger (ARBiH) rekenen op meer manschappen, en dat bleek op termijn doorslaggevend. Bovendien kon Kroatië de dagelijkse kost van om en bij de 1,5 miljoen euro voor de oorlog in Bosnië niet langer dragen, en ook de internationale kritiek op de Kroatische inmenging in Bosnië zwol aan. Op dit punt voerden de Verenigde Staten de druk op om een vredesakkoord te sluiten en in februari 1994 werd het akkoord van Washington getekend. Onder druk van de VS en paus Johannes Paulus II diende Boban een stap opzij te zetten.

## Overlijden
Ten gevolgde van het akkoord van Washington, hield de Kroatische Republiek Herceg-Bosna] op te bestaan. Boban ging met pensioen en stierf ten gevolge van een hartaanval in 1997. Op de begrafenisplechtigheid maakten geen buitenlandse hoogwaardigheidsbekleders hun opwachting, maar wel gelijkgestemde Kroatische nationalisten zoals Gojko Šušak. Een hardnekkig gerucht beweert dat zijn dood in kaart werd gezet om op die manier te ontsnappen aan vervolging voor oorlogsmisdaden door het Joegoslaviëtribunaal.
- Gemeinsame Normdatei: 122528921
- International Standard Name Identifier: 0000 0000 1636 0941
- Virtual International Authority File: 37802150
- WorldCat: E39PBJkp3WVwH88QcGyVxBj6Kd